# リログループ
株式会社リログループ（英: Relo Group, Inc.）は、リロケーションによる留守宅管理や、企業の福利厚生運営代行等を行う会社を傘下とする持株会社である。

## 沿革
- 1967年（昭和42年） - 日本建装株式会社を設立。
- 1984年（昭和59年） - 社名を株式会社日本リロケーションセンターに変更。
- 1999年（平成11年） - 株式を店頭公開（現在のJASDAQ、2010年8月14日上場廃止）。
- 2001年（平成13年） - 持株会社移行により、社名を株式会社リロ・ホールディングに変更。
- 2008年（平成20年） - 日本ハウズイングを関連会社化。
- 2010年（平成22年） - 東京証券取引所2部上場。
- 2011年（平成23年） - 東京証券取引所1部指定替え。
- 2016年（平成28年） - 社名を株式会社リログループに変更。
- 2024年（令和6年） - 日本ハウズイングに対する株式公開買付けに応じ、同社との資本関係が無くなる。

## 関連会社
- リロケーション・インターナショナル
- リロケーション・ジャパン
- リロクラブ
- リロパートナーズ
- リロエクセル
- リロ・フィナンシャル・ソリューションズ
- リロクリエイト
- リロバケーションズ
- 駅前不動産ホールディングス
- ホットハウス
- 株式会社東都